# 로버트 블레이크 (배우)
로버트 블레이크(Robert Blake, 1933년 9월 18일 ~ 2023년 3월 9일)는 미국의 배우이다.

## 출연 작품
- 폴 윌리엄스 스틸 얼라이브(2011)
- 로스트 하이웨이(1997)
- 머니 트레인(1995)
- 더 빅 블랙 필(1981)
- 세컨드-핸드 하츠(1981)
- 코스트 코스트(1980)
- 대리 형사(1974)
- 일렉트라 글라이드 인 블루(1973)
- 립 오프(1971)
- 내일을 향해 달려라(1969)
- 냉혈한(1967)
- 디스 프로퍼티 이즈 컴덤드(1966)
- FBI(영어판)(1965)
- 최고의 이야기(1965)
- 타운 위드 피티(1961)
- 폭찹 고지전투(1959)
- 서부의 파라딘(1957)
- 쓰리 바이어런트 피플(1957)
- 흑장미(1950)
- 시에라 마드레의 보석(1948)
- 유머레스크(1946)
- 다고타(1945)
- 미트 더 피플(1944)
- 차이나 걸(1942)